# Serie A1 1980-1981 (pallacanestro maschile)
Il campionato di Serie A1 di pallacanestro maschile 1980-1981 è stato il cinquantanovesimo organizzato in Italia.
La prima fase del campionato prevede un girone all'italiana con partite di andata e ritorno. La vittoria vale 2 punti, la sconfitta 0. La seconda fase è la cosiddetta fase ad orologio, dove cioè ogni squadra gioca 3 ulteriori partite in case contro le squadre che la seguivano in classifica, e 3 in trasferta contro quelle che la precedevano. La terza fase sono i play-off a cui accedono le prime 8 classificate, insieme alle prime 4 della Serie A2 1980-1981. Le prime 4 classificate sono ammesse automaticamente ai quarti di finale. Tutti i turni di play-off si svolgono al meglio delle 3 gare, con l'eventuale sfida decisiva in casa della squadra meglio classificata dopo la seconda fase.
Le squadre classificate al 9º e al 10º posto restano in Serie A1; quelle classificate all'11º ed al 12º disputano lo spareggio contro la 5ª e la 6ª di Serie A2 per la permanenza in Serie A1. Le ultime 4 classificate retrocedono in Serie A2.

## Stagione regolare

### Classifica
|  |     | Classifica stagione regolare 1980-1981 | Pt | G  | V  | P  | PF   | PS   |
|  | --- | -------------------------------------- | -- | -- | -- | -- | ---- | ---- |
|  | 1.  | Turisanda Varese                       | 54 | 32 | 27 | 5  | 2765 | 2499 |
|  | 2.  | Billy Milano                           | 46 | 32 | 23 | 9  | 2442 | 2348 |
|  | 3.  | Squibb Cantù                           | 44 | 32 | 22 | 10 | 2865 | 2618 |
|  | 4.  | Scavolini Pesaro                       | 44 | 32 | 22 | 10 | 2866 | 2783 |
|  | 5.  | Sinudyne Bologna                       | 38 | 32 | 19 | 13 | 2792 | 2664 |
|  | 6.  | Grimaldi Torino                        | 38 | 32 | 19 | 13 | 2675 | 2605 |
|  | 7.  | Ferrarelle Rieti                       | 30 | 32 | 15 | 17 | 2688 | 2658 |
|  | 8.  | Recoaro Forlì                          | 28 | 32 | 14 | 18 | 2493 | 2573 |
|  | 9.  | I&B Bologna                            | 28 | 32 | 14 | 18 | 2864 | 2851 |
|  | 10. | Banco Roma                             | 26 | 32 | 13 | 19 | 2714 | 2767 |
|  | 11. | Pinti Inox Brescia                     | 24 | 32 | 12 | 20 | 2492 | 2640 |
|  | 12. | Hurlingham Trieste                     | 20 | 32 | 10 | 22 | 2351 | 2505 |
|  | 13. | Tai Ginseng Gorizia                    | 14 | 32 | 7  | 25 | 2700 | 2937 |
|  | 14. | Antonini Siena                         | 14 | 32 | 7  | 25 | 2426 | 2685 |

## Play-off
|  | Ottavi di finale | Ottavi di finale       | Ottavi di finale       | Ottavi di finale | Ottavi di finale |  |  | Quarti di finale | Quarti di finale | Quarti di finale | Quarti di finale | Quarti di finale |    |    | Semifinali       | Semifinali       | Semifinali       | Semifinali   | Semifinali |    |    | Finale | Finale | Finale | Finale | Finale |  |
|  |                  |                        |                        |                  |                  |  |  |                  |                  |                  |                  |                  |    |    |                  |                  |                  |              |            |    |    |        |        |        |        |        |  |
|  |                  |                        |                        |                  |                  |  |  | 1                | Turisanda Varese | Turisanda Varese | 84               | 90               |    |    |                  |                  |                  |              |            |    |    |        |        |        |        |        |  |
|  | 8                | Recoaro Forlì          | 80                     | 73               | 75               |  |  |                  | Carrera Venezia  | Carrera Venezia  | 62               | 83               |    |    |                  |                  |                  |              |            |    |    |        |        |        |        |        |  |
|  | 1A2              | Carrera Venezia        | 77                     | 85               | 76               |  |  |                  |                  |                  |                  |                  |    |    | Turisanda Varese | Turisanda Varese | Turisanda Varese | 88           | 68         |    |    |        |        |        |        |        |  |
|  | 5                | Sinudyne Bologna       | Sinudyne Bologna       | 99               | 82               |  |  |                  |                  | Sinudyne Bologna | Sinudyne Bologna | Sinudyne Bologna | 90 | 70 |                  |                  |                  |              |            |    |    |        |        |        |        |        |  |
|  | 4A2              | Pallacanestro Brindisi | Pallacanestro Brindisi | 91               | 66               |  |  |                  | Sinudyne Bologna | Sinudyne Bologna | 84               | 98               |    |    |                  |                  |                  |              |            |    |    |        |        |        |        |        |  |
|  |                  |                        |                        |                  |                  |  |  | 4                | Scavolini Pesaro | Scavolini Pesaro | 83               | 93               |    |    |                  |                  |                  |              |            |    |    |        |        |        |        |        |  |
|  |                  |                        |                        |                  |                  |  |  |                  |                  |                  |                  |                  |    |    | Sinudyne Bologna | Sinudyne Bologna | 69               | 85           | 83         |    |    |        |        |        |        |        |  |
|  |                  |                        |                        |                  |                  |  |  |                  |                  |                  |                  |                  |    |    |                  |                  | Squibb Cantù     | Squibb Cantù | 98         | 79 | 93 |        |        |        |        |        |  |
|  |                  |                        |                        |                  |                  |  |  | 3                | Squibb Cantù     | 92               | 68               | 85               |    |    |                  |                  |                  |              |            |    |    |        |        |        |        |        |  |
|  | 6                | Grimaldi Torino        | 84                     | 59               | 91               |  |  |                  | Grimaldi Torino  | 66               | 73               | 65               |    |    |                  |                  |                  |              |            |    |    |        |        |        |        |        |  |
|  | 3A2              | Liberti Treviso        | 90                     | 58               | 63               |  |  |                  |                  |                  |                  |                  |    |    | Squibb Cantù     | Squibb Cantù     | 79               | 64           | 85         |    |    |        |        |        |        |        |  |
|  | 7                | Ferrarelle Rieti       | Ferrarelle Rieti       | 87               | 79               |  |  |                  |                  | Billy Milano     | Billy Milano     | 77               | 66 | 84 |                  |                  |                  |              |            |    |    |        |        |        |        |        |  |
|  | 2A2              | Superga Mestre         | Superga Mestre         | 93               | 83               |  |  |                  | Superga Mestre   | Superga Mestre   | 65               | 58               |    |    |                  |                  |                  |              |            |    |    |        |        |        |        |        |  |
|  |                  |                        |                        |                  |                  |  |  | 2                | Billy Milano     | Billy Milano     | 66               | 91               |    |    |                  |                  |                  |              |            |    |    |        |        |        |        |        |  |

## Verdetti
- Campione d'Italia:  Squibb Cantù

Formazione: Tom Boswell, Bruce Flowers, Terry Stotts, Renzo Bariviera, Beppe Bosa, Umberto Cappelletti, Giorgio Cattini, Denis Innocentin, Pierluigi Marzorati, Eugenio Masolo, Antonello Riva, Antonio Sala, Renzo Tombolato, Valerio Fumagalli. Allenatore: Valerio Bianchini.
- Retrocessioni in Serie A2: Pinti Inox Brescia, Hurlingham Trieste, Tai Ginseng Gorizia e Antonini Siena.